# Коттон Клаб (компания)
Коттон Клаб — производитель ватной продукции и средств гигиены с собственными производственными мощностями в России, Турции, Китае, Украине и Казахстане. Экспортирует продукцию в 50 стран мира. В 2011 году была признана журналом Эксперт «самой динамичной компанией среднего бизнеса»
Российская фабрика расположена в деревне Соболиха в Московской области. Неоднократно сталкивались с критикой местных жителей из-за шума и выбросов хлора по ночам. Работает с 1994 года. Средняя зарплата 20-25 тысяч рублей. В 2012 году заявлено о планах по переносу производства в Липецкую область.